# Haemaphysalis phasiana
Haemaphysalis phasiana este o specie de căpușe din genul Haemaphysalis, familia Ixodidae, descrisă de Saito, Hoogstraal și Wassef în anul 1974. Conform Catalogue of Life specia Haemaphysalis phasiana nu are subspecii cunoscute.